# Grupo BIP
El Grupo BIP o en sus inicios conocido como B.I.P. (Boys In Party) es un grupo musical colombiano conformado en 1998 por Dexter Hamilton y Danny Garcés. El grupo alcanzó su máximo éxito con su canción Calimenio. El grupo es conocido por realizar covers de música de planchar dándole su propio estilo al fusionarlos con nuevos ritmos.

## Biografía
El grupo fue fundado en 1998 por el cantante y coreógrafo Dexter Hamilton y Danny Garcés.
En 2004 el grupo conformado por Dany Garces, Dio Lafoux y Dexter Hamilton, lanzan el álbum Sigue bailando que incluye 13 canciones originales y 4 covers. De aquí se desprende su canción original más conocida, Calimeño.
En 2007 lanzan su disco La fuerza del amor que incluye 6 canciones con tendencia hacia el tex-mex pensando en el mercado mexicano. En 2009 el grupo sigue la tendencia del momento hacia la bachata con su álbum Bachatea.
Para el año 2014 el grupo lanza su nueva propuesta musical el merengue plancha con su álbum los reyes de la disco, donde se muestran canciones de los 80 y 90 en una nueva versión.

## Discografía
- 1998: Boys In Party
- 2000: Olé
- 2004: Sigue bailando
- 2007: La fuerza del amor
- 2009: Bachatea
- 2011: Los reyes de la disco
- 2014: Merengue Plancha
- 2025: calimenio remix

## Versiones más conocidas
- Amor Prohibido (Cover de Selena)
- Si no te hubieras ido (Cover de Marco Antonio Solis)
- Yo no te pido la luna (Cover de Daniela Romo)[6]
- Maldita primavera (Cover de Yuri)
- Simplemente Amigos (con Fanny Lu) (Cover de Ana Gabriel)[7]